# Михеев, Николай Александрович (актёр)
Николай Александрович Михе́ев (12 февраля 1923 — 29 сентября 1993) — советский российский актёр театра и кино. Народный артист СССР (1985). Лауреат Государственной премии РСФСР им. К. С. Станиславского (1976).

## Биография
Родился 12 февраля 1923 года (по другим источникам — 12 декабря) в Самарканде (ныне в Узбекистане), в семье военнослужащего.
В 1941—1942 годах учился в Иркутском университете. 
В РККА с 1942 года, участник войны — старшина технической службы, авиатехник по обслуживанию транспортных самолётов C-47 на воздушной трассе Красноярск-Уэлькаль ГУГВФ.
В 1948 году окончил театральную студию при Саратовском театре юного зрителя (ныне — имени Ю. П. Киселёва). Играл на сцене этого театра с 1947 по 1958 год. Работал в театре Томска (1958—1960), Красноярском краевом драматическом театре имени А. С. Пушкина (1960—1962), Владивостокском театре драмы (ныне Приморский драматический театр имени Горького) (1962—1970), театрах Читы, Ростова.
С 1970 года — актёр Куйбышевского (Самарского) драматического театра имени М. Горького.
Во второй половине 1980-х годов ушёл из театра. С режиссёром В. Муравцом сделал моноспектакль о декабристе М. С. Лунине.
В 1989 — 1993 годах — актёр Самарского Театр-центра юного зрителя «СамАрт» по приглашению режиссёра А. Н. Дрознина. В то время режиссёр ставил пьесу «Поминальная молитва» Г. И. Горина по мотивам Шолом-Алейхема. Актёр был утверждён на главную роль. Этот спектакль театр показал не только в Самаре, но и в Москве. Профессиональная критика признала их «Поминальную молитву» равной спектаклю М. А. Захарова, а, сравнивая Н. Михеева с Е. П. Леоновым, отмечала, что это две непохожие, но одинаково талантливые работы больших русских актёров.
Дебют в кино состоялся в 1969 году. Наиболее известная роль актёра в кино — Демьян Инютин в телесериале Вечный зов (1973).
Член КПСС с 1952 года.
Ушёл из жизни 29 сентября 1993 года от сердечного приступа. Похоронен на Городском кладбище Самары.

## Награды и звания
- заслуженный артист РСФСР (18.3.1966)
- народный артист РСФСР (13.9.1976)
- народный артист СССР (7.1.1985)
- Государственная премия РСФСР имени К. С. Станиславского (1976) — за исполнение роли в спектакле «Золотая карета» Л. М. Леонова
- медаль «За боевые заслуги» (5.11.1944)
- медали
- Почётная грамота Президиума областного Совета народных депутатов — за плодотворную работу в области театрального искусства
- Похвальный лист Красноярского горкома ВЛКСМ — за активное участие в создании общественной театральной студии.

## Творчество

### Роли в театре

#### Саратовский ТЮЗ
- 1948, 1952 — «Ревизор» Н. В. Гоголя — купец Абдулин
- 1948 — «Два веронца» Шекспира — Антонио
- 1948 — «Овод» по Э. Л. Войнич — Микеле
- 1949 — «Тайна вечной ночи» И. Луковского — доктор Иольф
- 1949 — «Чудесный клад» П. Маляревского — странник
- 1949 — «Воробьевы горы» А. Симукова — милиционер
- 1949 — «Сказка о царе Салтане» А. С. Пушкина — 2-й корабельщик
- 1949 — «Я хочу домой» С. Михалкова — Утенанс
- 1949 — «Два капитана» по В. Каверину — Лури
- 1949 — «Призвание» Г. Штейна — старшина Тватько
- 1950 — «Семья» И. Попова — Огородников
- 1950 — «Слуга двух господ» К. Гольдони — Флориндо
- 1950 — «Золотое сердце» А. Матвеенко — старший лесной брат
- 1950 — «Лётчики не умирают» И. Штока — лётчик
- 1951 — «Звезда мира» Ц. Солодаря  — капитан Бенби
- 1951 — «Где-то в Сибири» по И. Ирошниковой — Валентин
- 1951 — «Алеша Пешков» по произведениям И. А. Груздева и О. Д. Форш — Смурый
- 1952 — «Гимназисты» К. Тренёва — инспектор Адамов
- 1952 — «Ромео и Джульетта» Шекспира — Эскал, князь веронский
- 1953 — «Волынщик из Стракониц» И. Тыла — солдат Савелька
- 1954 — «Дом № 5» И. Штока — сержант милиции Васюков
- 1954 — «Два клёна» Е. Шварца — Медведь
- 1954 — «Настоящий человек» по Б. Полевому — Наумов
- 1955 — «Сирано де Бержерак» Э. Ростана — Ле Бре
- 1955 — «Пахарева дочка» И. Карнауховой — Шаркан
- 1956 — «Горя бояться — счастья не видать» С. Я. Маршака — Генерал
- 1956 — «Домби и сын» Ч. Диккенса — майор Бэгстоп
- 1956 — «Иван Рыбаков» В. Гусева — Титов
- 1956 — «Первая весна» Г. Николаевой и С. Радзинского  — Сергей Сергеевич
- 1957 — «Юность отцов» Б. Горбатова — военком Ковалёв
- 1957 — «Ученик дьявола» Б. Шоу — Хоукинс
- 1957 — «Звёздный мальчик» О. Уайльда — Волшебник
- 1957 — «Враги» М. Горького — Скроботов
- 1958 — «Судьба барабанщика» по А. П. Гайдару — Яков

#### Самарский театр драмы имени М. Горького
- Цезарь («Цезарь и Клеопатра» Б. Шоу)
- Непряхин («Золотая карета» Л. Леонова)
- Иван («Иван и Мадонна» А. Кудрявцева)
- Порфирий Головлёв («Господа Головлёвы» по М. Салтыкову-Щедрину)
- Войницкий («Дядя Ваня» А. П. Чехова)
- Городничий («Ревизор» Н. Гоголя)[2]
- Полушкин («Не стреляйте белых лебедей» по Б. Васильеву)
- Антип Зыков («Зыковы» М. Горького)
- Монахов («Варвары» М. Горького)
- Фёдор Карамазов («Братья Карамазовы» по Ф. Достоевскому)
- Рогожин («Настасья Филлиповна» по роману Ф. Достоевского «Идиот»)
- Крутицкий («На всякого мудреца довольно простоты» А. Островского»)

#### Самарский Театр-центр юного зрителя «СамАрт»
- «Поминальная молитва» Г. Горина по мотивам Шолом-Алейхема — Тевье-молочник
- «Ромул Великий» Ф. Дюрренматту

### Фильмография
1. 1969 — Тревожные ночи в Самаре
2. 1973 — Вечный зов — Демьян Инютин
3. 1976 — Двадцать дней без войны — подполковник, консультант кинофильма
4. 1979 — Ты помнишь — водитель, пожилой солдат
5. 1980 — Рассказы о любви — Хозяин
6. 1981 — Зыковы (фильм-спектакль) — Антипа Зыков
7. 1981 — Праздники детства — дед
8. 1983 — Весна надежды — Захар Платонович, председатель колхоза
9. 1984 — ТАСС уполномочен заявить… — Павел Савельевич Озерский, художник, бывший власовец
10. 1984 — Победа — эпизод
11. 1985 — Осенние утренники — председатель колхоза
12. 1987 — Дни и годы Николая Батыгина — эпизод
13. 1988 — Хлеб — имя существительное — Илья Спиридонович Рыжов
14. 1988 — Земляки — Гирин
15. 1989 — Замри — умри — воскресни! — школьный завхоз
16. 1990 — Шоколадный бунт — Юрий Иванович
17. 1991 — Дина — дед Спиридон
18. 1993 — На Муромской дорожке — Ерофеич
19. 1996 — Ермак [3] — воевода Болховский